# Vale seco
É um vale onde já correu um curso de água que actualmente se encontra permanente ou sazonalmente sem água devido a um desvio da linha de água pelo subsolo no carso.
Contudo, este pode ainda ser ocupado pelo curso de água quando a precipitação é intensa e o subsolo não tem capacidade para a sua absorção, ocorrendo a inundação do vale seco. Por isso frequentemente contêm grandes calhaus, uma vez que só têm circulação durante as cheias quando há demasiada energia para o depósito de areia e silte.